# Andrej Nikitin (politico)
Andrej Sergeevič Nikitin (in russo Андрей Сергеевич Никитин?; Kiržač, 26 novembre 1979) è un politico russo.

## Biografia
È nato il 26 novembre 1979 a Kiržač, sebbene i documenti ufficiali riportino come luogo di nascita la città di Mosca, ed è cresciuto a Miass, dove suo padre lavorava presso un'officina di UralAZ. Dopo essersi diplomato nel 2001, si è iscritto presso l'Università statale di management di Mosca, laureandosi in management statale e municipale; ha poi proseguito gli studi conseguendo il titolo di candidato di scienze economiche nel 2006. Nel 2008 ha ricevuto un master in business administration dalla Scuola di economia di Stoccolma.

### Carriera politica
Il 13 febbraio 2017 è stato nominato tramite decreto del Presidente Vladimir Putin come governatore ad interim dell'Oblast' di Novgorod, dopo le dimissioni di Sergej Mitin, venendo riconfermato dalle successive elezioni col 67,99% dei voti. Contemporaneamente tra il 2017 e il 2018 e nuovamente dal 2020 è stato membro del Presidium del Consiglio federale della Federazione Russa, presiedendo la commissione sulla famiglia, promuovendo politiche demografiche a livello regionale e nazionale volte all'aumento demografico e alla riduzione delle interruzioni di gravidanza.
Dopo la nomina di Dmitrij Bakanov a direttore generale di Roscosmos, è stato nominato Viceministro dei trasporti il 7 febbraio 2025, subentrando come Ministro dei trasporti il 7 luglio 2025 dopo le dimissioni e il successivo suicidio di Roman Starovojt, venendo poi confermato il giorno dopo da un voto della Duma di Stato.

## Vita privata
È sposato con Majja Viktorovna Sannikova, ostetrica e ginecologa, e la coppia ha due figli: Arina (nata nel 2017) e Jaroslav (nato nel 2022). È un appassionato motociclista.